# Belisana aninaj
Belisana aninaj är en spindelart som beskrevs av Huber 2005. Belisana aninaj ingår i släktet Belisana och familjen dallerspindlar.
Artens utbredningsområde är Thailand. Inga underarter finns listade.